# Стівен Томас Ерлвайн
Стівен Томас «Том» Ерлвайн (нар. 18 червня 1973 у місті Енн-Арбор, штат Мічиган) — американський музичний критик та старший редактор сервісу AllMusic. Він є автором багатьох біографій виконавців та оглядів звукозаписів, написаних для AllMusic, а також письменником-фрилансером, який час від часу пише примітки для обкладинок альбомів. Він є фронтменом та гітаристом гурту Who Dat?, який базується в Енн-Арбор.
Ерлвайн є племінником колишнього музиканта та засновника сервісу AllMusic Майкла Ерлвайна. Він навчався в Мічиганському університеті за спеціальністю «Англійська мова». Був музичним редактором (1993–1994), пізніше —
мистецьким редактором (1994—1995) шкільної газети The Michigan Daily. Він зробив свій внесок у багато книжок, включно з такими як All Music Guide to Rock: The Definitive Guide to Rock, Pop, and Soul, та All Music Guide to Hip-Hop: The Definitive Guide to Rap & Hip-Hop.